# Liste der Baudenkmale im Stadtbezirk Hörde
Die Liste der Baudenkmale im Stadtbezirk Hörde enthält die denkmalgeschützten Bauwerke auf dem Gebiet des Stadtbezirks Dortmund-Hörde in Nordrhein-Westfalen (Stand: 4. Februar 2025). Diese Baudenkmäler sind in der Denkmalliste der Stadt Dortmund eingetragen; Grundlage für die Aufnahme ist das Denkmalschutzgesetz Nordrhein-Westfalen (DSchG NRW).

Baudenkmäler sind „Denkmäler, die aus baulichen Anlagen oder Teilen baulicher Anlagen bestehen.“ Die Denkmalliste der Stadt Dortmund umfasst im Stadtbezirk Hörde 103 Baudenkmäler.
Weiterhin sind die Hohensyburg, bergbauhistorische Stätten an der Hengsteystraße, Gut Steinhausen am Steinhauser Weg, die Bergbahn Hohensyburg und die Burg Hörde an der Faßstraße/Hörder Burgstraße als Bodendenkmäler in Teil B der Denkmalliste der Stadt Dortmund eingetragen.
Der Stadtbezirk Hörde umfasst die Ortsteile Benninghofen, Brücherhof, Buchholz, Hacheney, Höchsten, Holzen, Hörde, Loh, Sommerberg, Syburg, Wellinghofen und Wichlinghofen.

## Liste der Baudenkmäler
Die Liste umfasst falls vorhanden eine Fotografie des Denkmals, als Bezeichnung falls vorhanden den Namen, sonst kursiv den Gebäudetyp, die Adresse sowie die Eintragungsnummer der Denkmalbehörde der Stadt Dortmund. Der Name entspricht dabei der Bezeichnung durch die Denkmalbehörde der Stadt Dortmund. Abkürzungen wurden teilweise zum besseren Verständnis aufgelöst, die Typografie an die in der Wikipedia übliche angepasst und Tippfehler korrigiert. Am Ende befinden sich die ehemaligen Baudenkmäler.
| Bild                                                     | Bezeichnung                                                            | Lage                                                                     | Beschreibung | Bauzeit                                                            | Eingetragen seit | Denkmal- nummer |
| -------------------------------------------------------- | ---------------------------------------------------------------------- | ------------------------------------------------------------------------ | --- | ------------------------------------------------------------------ | ---------------- | --------------- |
| weitere Bilder                                           | kath. Kirche St. Clara mit Grabplatte des Grafen Dietrich von der Mark | Am Stift 10 Karte                                                        | Die Kirche wurde zwischen 1863 und 1865 anstelle der ehem. Stiftskirche des Klosters Clarenberg als neugotische Backstein-Pfeilerbasilika errichtet. Die Grabplatte des Grafen Dietrich I. von der Mark (1398), die mit unter Schutz steht sowie eine gotische Türeinfassung mit Christuskopf im Maßwerkabschluss wurde aus der Vorgängerkirche übertragen. | 1863–1865                                                          | 1989-09-18       | A 0012          |
| weitere Bilder                                           | ehem. Reichsbankgebäude                                                | Penningskamp 7 Karte                                                     | Die Reichsbankfiliale wurde 1908 in neobarockem, von der französischen Klassik beeinflusstem Formengut errichtet. | 1908                                                               | 1989-09-18       | A 0013          |
| Gaststätte Zum Treppchen                                 | Gaststätte Zum Treppchen                                               | Fassstraße 21 Karte                                                      | Das Fachwerkhaus wurde 1763 als Privatbrauerei zwischen der Burg und dem alten Markt errichtet. Im Innern gibt es bemerkenswerte Wandmalereien aus dem 19. Jahrhundert und einen Gewölbekeller zu sehen. | 1763                                                               | 1989-09-18       | A 0017          |
| weitere Bilder                                           | ev. Dreieinigkeitskirche                                               | Wellinghofer Amtsstraße 25 Karte                                         | Die Kirche wurde zwischen 1905 und 1910 als neugotische Hallenkirche errichtet. Der Innenraum wurde nach Kriegszerstörungen durch den Architekten Herwarth Schulte und die Glasmalerin Hilde Hoffmann-Schulte nach ganzheitlichem Plan in der Formensprache der 1950er Jahre wiederhergestellt. Der Entwurf mit Chorgestaltung, Empore und der gesamten Ausstattung einschließlich Lampen, Verglasung und Bestuhlung ist komplett erhalten und bildet ein wichtiges Beispiel sakraler Architektur und Kunst der 1950er Jahre. | 1905–1910                                                          | 1989-09-18       | A 0018          |
| weitere Bilder                                           | Kaiser-Wilhelm-Denkmal                                                 | bei Hohensyburgstraße 200 Karte                                          | Das Denkmal entstand zwischen 1893 und 1902 zu Ehren Kaiser Wilhelms I. als monumentale Dreiturmgruppe mit reichem neugotischem Bauschmuck nach einem Entwurf des Architekten Hubert Stier. 1935 und 1936 erfolgte ein Umbau in stark vereinfachten Formen, die dem klassizistisch geprägten Baustil des Nationalsozialismus entsprachen. Infolge der Abtragung der flankierenden Turmbauten erhielten die ursprünglich vor diesen aufgestellten Standbilder Bismarcks und Moltkes ihren neuen Standort vor den seitlichen Nischen des Hauptturms. Die Standbilder Kaiser Friedrichs III. und des Prinzen Friedrich Karl wurden entfernt. Die Lebensdaten Kaiser Wilhelms I. wurden durch das Datum der Reichsgründung (18. Januar 1871) ersetzt. | 1893–1902                                                          | 1989-09-18       | A 0019          |
| weitere Bilder                                           | evangelische Kirche St. Chrysanthus und Daria, Wellinghofen            | An d. Kirche 1 Karte                                                     | Die vor der Reformation den Heiligen Chrysanthus und Daria geweihte Kirche diente im Mittelalter als Rastort auf dem Pilgerweg nach Syburg. Der bestehende Bau ist im Kern eine Kreuzsaalkirche mit Apsis aus dem späten 12. Jahrhundert, die auf den Fundamenten eines Vorgängerbaues aus der zweiten Hälfte des 9. Jahrhunderts errichtet wurde. Im 14. Jahrhundert wurde die Kreuzsaalkirche zur heutigen Hallenkirche unter Beibehaltung der Vierung, des südlichen Querarms und des Langhausjoches erweitert. Die romanische Apsis wurde dabei durch einen nach Osten verlängerten Rechteckchor mit flachem, dreiseitig polygonalem Schluss ersetzt, der im 19. Jahrhundert in neugotischen Formen erweitert wurde. Im Inneren sind Wand- und Gewölbemalereien aus dem 12. und 13. Jahrhundert zu sehen. | 9. Jahrhundert (Fundament)                                         | 1989-10-23       | A 0202          |
| BW                                                       | Gutshaus Husen Mit Wirtschaftsgebäuden                                 | Syburger Dorfstraße 120 Karte                                            | Das ehem. Rittergut gehörte zunächst den Herren von Husen, danach den Freiherren von Romberg. Um 1830 wurde das klassizistische Gutshaus Husen erbaut. Während Freitreppe und Tür aus der Erbauungszeit stammen, ist das Gitter eine Zutat des späten 19. Jahrhunderts. Zum Denkmalumfang gehören das Gutshaus mit den beiden Wirtschaftsgebäuden, das sog. Försterhaus und Außenmauern des Erd- und Obergeschosses als eine Kombination aus Bruchsteinmauerwerk und Fachwerkbauweise, die Querdeelen mit ihren flankierenden Fachwerkwänden sowie die Kubatur des Dachstuhls (Satteldach). | 1830                                                               | 1989-11-28       | A 0210          |
| Wohn- und Geschäftshaus                                  | Wohn- und Geschäftshaus                                                | Alfred-Trappen-Straße 26 Karte                                           | Das Gebäude wurde 1898 durch den Baumeister F. Meyer für Herrn Moritz Feldheim errichtet. | 1898                                                               | 1990-01-22       | A 0318          |
| Wohn- und Geschäftshaus                                  | Wohn- und Geschäftshaus                                                | Alfred-Trappen-Straße 38 Karte                                           | Die Fassade des 1897 durch den Architekten Franz Scherer für Frau de Witt entworfenen Wohn- und Geschäftshauses ist von neugotischen Stilmerkmalen geprägt. Es sind jedoch auch Einflüsse der Neorenaissance bemerkbar. | 1897                                                               | 1990-01-22       | A 0319          |
| Wohnhaus                                                 | Wohnhaus                                                               | Auf der Kluse 14 Karte                                                   | Das Gebäude wurde um 1900 errichtet. | 1900                                                               | 1990-01-22       | A 0320          |
| Wohnhaus                                                 | Wohnhaus                                                               | Gildenstraße 20 Karte                                                    | Das Gebäude wurde 1904 durch den Architekten Anton Hilverburg für den Kaufmann F. Stöcker errichtet. | 1904                                                               | 1990-01-22       | A 0321          |
| Wohnhaus                                                 | Wohnhaus                                                               | Gildenstraße 22 Karte                                                    | Das Gebäude wurde 1904 für den Bauunternehmer Freundlieb errichtet. | 1904                                                               | 1990-01-22       | A 0322          |
| Wohnhaus                                                 | Wohnhaus                                                               | Wallrabenhof 7 Karte                                                     | Der zweigeschossige Backsteinbau mit Putzgliederung im Stile der Neorenaissance wurde 1894 für den Holzhändler Carl Bagert errichtet. Zum Denkmal gehört das 1910 für den Anstreichermeister Schmidt erbaute Hintergebäude. | 1894                                                               | 1990-01-22       | A 0323          |
| weitere Bilder                                           | Kriegerdenkmal                                                         | bei Wittbräucker Straße 504 Karte                                        | Das Kriegerdenkmal besteht aus drei Ehrenmalen: 1. dem nach 1871 aufgestelltem Kriegerehrenmal 2. der nach 1918 errichteten Gedenkmauer für die im Ersten Weltkrieg Gefallenen 3. der Gedenktafel für die Gefallenen des Zweiten Weltkrieges, die 1969/70 nach einem Entwurf von Jan Bormann aus Castrop-Rauxel gefertigt wurde. | 1871 (Kriegerdenkmal), 1918 (Gedenkmauer), 1969/1970 (Gedenktafel) | 1990-01-22       | A 0324          |
| Wohnhaus                                                 | Wohnhaus                                                               | Chattenstraße 15 Karte                                                   | Das Gebäude wurde 1907 und 1908 durch den Architekten und Bauunternehmer Heinrich Adams für Herrn Johann Wulf (Bierverleger) mit üppigen Jugendstildekorationen errichtet. | 1907–1908                                                          | 1990-03-05       | A 0359          |
| weitere Bilder                                           | ehem. Hoesch-Verwaltung Burg Hörde und Erweiterungsbau                 | Hörder Burgstraße 17, 18 Karte                                           | Die ursprünglich im 12. und 13. Jahrhundert errichtete Burg ist noch in Teilen erhalten. Die zwischen 1894 und 1911 viermal erweiterte Hörder Burg wurde Verwaltungsgebäude der Hermannshütte, später umbenannt in Hüttenwerk Phoenix. Die neuen Fassaden der Burg wurden in der Formensprache der deutschen Renaissance mit Elementen der Neuromanik gestaltet. Der Erweiterungsbau des Verwaltungsgebäudes der Firma Hoesch wurde zwischen 1917 und 1923 nach Plänen des Architekten Pohl errichtet. | um 1200                                                            | 1990-03-12       | A 0362          |
| weitere Bilder                                           | Wohn- und Geschäftshaus                                                | Hörder Brückenstraße 4 Karte                                             | Das Gebäude wurde 1905 und 1906 im Auftrag des Holzgroßhändlers Wilhelm Lohbeck durch den Architekten Max Lorf errichtet. Die Fassaden vereinigen sowohl neobarocke als auch neoklassizistische Elemente. | 1905–1906                                                          | 1990-04-09       | A 0366          |
| weitere Bilder                                           | Wohn- und Geschäftshaus                                                | Hermannstraße 134 Karte                                                  | Das Gebäude wurde 1904, im Auftrag des Wirtes Julius Schuphaus, nach Entwürfen des Hörder Architekten Anton Hilverling errichtet. | 1904                                                               | 1990-04-25       | A 0371          |
| weitere Bilder                                           | evangelische Lutherkirche mit Einfriedungen und Pfarrhäusern           | Aldinghofer Straße 16, Hörder Semerteichstraße, Kanzlerstraße 2, 8 Karte | Das Kirchengebäude entstand zwischen 1883 und 1889 nach Entwurf des Essener Architekten Peter Zindel im Stile der Neogotik. Zindel entwarf u. a. das alte Essener Rathaus. Nach Kriegsschäden wurde die Kirche mit flacher Decke wieder hergestellt (1948 bis 1954). Zur Kirchenausstattung gehört das Altargemälde 'Beweinung Christi', eine Kopie nach Anthonis van Dyck (Original von 1630). Zum Denkmalumfang gehört die Einfriedung, die 1904 erfolgte. | 1883–1889                                                          | 1991-01-09       | A 0408          |
| weitere Bilder                                           | ev. Pfarrkirche St. Peter einschl. Friedhof                            | bei Syburger Kirchstraße 14 Karte                                        | Die Kirche ist der ältester Sakralbau Dortmunds. Der 776 erstmals urkundlich erwähnte Vorgängerbau wurde von Karl dem Großen gegründet und hatte im Mittelalter große Bedeutung als Wallfahrtsort. Der bestehende Bau wurde im 12. Jahrhundert als flachgedeckter Saalbau errichtet, der Turm entstand Anfang des 13. Jahrhunderts, der gotische Chor im 17. Jahrhundert. Zum Denkmalumfang gehören der romanische Taufstein der alten Bartholomäuskirche in Lütgendortmund aus dem 12. Jahrhundert, das Chorfenster von Walter Benner von 1958, 20 Grabsteine, von denen der älteste aus dem 9. Jahrhundert stammt, und der Friedhof mit zahlreichen Einzel- und Doppelgrabsteinen hauptsächlich des 16. bis 18. Jahrhunderts. Er gilt als der älteste Totenhof im mittleren Ruhrgebiet. | 776                                                                | 1991-01-29       | A 0409          |
| Wohnhaus (Doppelhaus) mit Vorgarten, Mauer u. Ziergitter | Wohnhaus (Doppelhaus) mit Vorgarten, Mauer u. Ziergitter               | Seydlitzstraße 33/35 Karte                                               | Das Doppelhaus wurde 1903 durch den Architekten Vernet de Launats errichtet. Die beiden Gebäude haben eine spiegelbildliche Gestaltung und lediglich in der Dekoration mit Jugendstilmotiven geringfügige Unterschiede. Zum Denkmal gehören die mit Ziergittern und Mauern eingefriedeten Vorgärten. | 1903                                                               | 1991-01-29       | A 0414          |
| Wohnhaus                                                 | Wohnhaus                                                               | Penningskamp 20 Karte                                                    | Das Gebäude wurde 1902 und 1903 für den Lehrer Böckmann mit Jugendstildekorationen errichtet. | 1902–1903                                                          | 1991-01-29       | A 0415          |
| Haus Niederhofen, Torhaus mit Seitenflügeln              | Haus Niederhofen, Torhaus mit Seitenflügeln                            | Brücherhofstraße 202 Karte                                               | Das Gebäude ist das Relikt einer ehem. mittelalterlichen Wasserburg, die 1242 erstmalig als Sitz der Herren von Niederhofen erwähnt wurde. Erhalten ist nur der zweigeschossige Torturm der Vorburg mit barocker Haube und niedrigen Flügelbauten. | 1242 (Erwähnung)                                                   | 1991-01-29       | A 0416          |
| weitere Bilder                                           | Wohnhaus Klösterle                                                     | Syburger Dorfstraße 7 Karte                                              | Das Fachwerkgebäude wurde im 18. Jahrhundert errichtet. | 18. Jahrhundert                                                    | 1991-01-29       | A 0425          |
| BW                                                       | Mehrfunktionales Wirtschaftsgebäude                                    | Hohensyburgstraße 181b Karte                                             | Das mehrfunktionale Wirtschaftsgebäude war ursprünglich Bestandteil einer alten Hofanlage und wurde 1839 errichtet. Seine ursprüngliche Funktion war Scheune, Lager- und Backhaus, evtl. mit einer einfachen Wohnnutzung gekoppelt. | 1839                                                               | 1991-09-02       | A 0460          |
| Wohnhaus                                                 | Wohnhaus                                                               | Penningskamp 9 Karte                                                     | Das Gebäude wurde 1905 durch den Maurermeister E. Blinne errichtet. | 1905                                                               | 1991-10-21       | A 0506          |
| Wohnhaus                                                 | Wohnhaus                                                               | Penningskamp 11 Karte                                                    | Das Gebäude wurde 1897 mit Neorenaissancefassade durch den Maurermeister E. Blinne errichtet. | 1897                                                               | 1991-10-21       | A 0507          |
| Wohnhaus                                                 | Wohnhaus                                                               | Penningskamp 15 Karte                                                    | Das Gebäude wurde 1898 durch den Architekten Carl Breuer für den Gerichtssekretär Oebike mit neogotischer Fassade errichtet. | 1898                                                               | 1991-11-18       | A 0510          |
| Wohnhaus (Dach, Fassade und konstruktives Innengerüst)   | Wohnhaus (Dach, Fassade und konstruktives Innengerüst)                 | Penningskamp 13 Karte                                                    | Das Gebäude wurde 1898 mit Neorenaissancefassade durch den Maurermeister E. Blinne errichtet. Nur Dach, Fassade und konstruktives Innengerüst stehen unter Schutz. | 1898                                                               | 1991-12-04       | A 0511          |
| BW                                                       | Haus Husen                                                             | Syburger Dorfstraße 135 Karte                                            | Haus Husen war das Stammhaus der Familie von den Husen und später im Besitz der Freiherren von Romberg. Von der mittelalterlichen Anlage ist nur noch der Wohnturm aus Bruchsteinmauerwerk erhalten. Er wurde im 17. Jahrhundert um die halbe Hausbreite nach Süden erweitert. Zum Denkmalumfang gehört auch ein einstöckiger Anbau aus dem 19. Jahrhundert. | vor 1500 (Stammhaus)                                               | 1992-01-16       | A 0530          |
| weitere Bilder                                           | Haus Steinhausen                                                       | Steinhauser Weg 1 Karte                                                  | Haus Steinhausen hat sich als Unterhof des Reichhofes Westhofen entwickelt. Unter Schutz stehen das Herrenhaus aus dem Jahr 1712, der 1628 errichtete Wohnturm, das um 1700 erbaute Ökonomiegebäude, das Torhaus, das spätestens 1800 entstand, und die Bruchsteinbrücke zum Torhaus. | 1712                                                               | 1992-09-23       | A 0560          |
| ehem. Kötterhaus                                         | ehem. Kötterhaus                                                       | Wannestraße 97 Karte                                                     | Das Wohnhaus wurde nach Datierung im Türsturz 1896 errichtet. Das kleine Stallgebäude gehört mit zum Denkmalumfang. | 1896                                                               | 1993-06-17       | A 0593          |
| weitere Bilder                                           | kath. Kirche Herz Jesu                                                 | Am Richterbusch 4 Karte                                                  | Die Kirche wurde zwischen 1913 und 1915 nach Plänen des Bochumer Architekten Hermann Wielers erbaut. Das zugehörige Pfarrhaus, das von demselben Architekten gleichzeitig errichtet wurde, gehört wegen umfangreicher Veränderungen nicht zum Denkmalumfang. | 1913–1915                                                          | 1993-06-28       | A 0596          |
| weitere Bilder                                           | ehem. Schule                                                           | Syburger Kirchstraße 10/12 Karte                                         | Das Gebäude wurde 1864 (Nr. 10) bzw. 1875 (Nr. 12) als typischer preußischer Schulbau spätklassizistischen Zuschnitts errichtet. | 1864 (Nr. 10), 1875 (Nr. 12)                                       | 1993-06-30       | A 0598          |
| Petersbrunnen                                            | Petersbrunnen                                                          | bei Syburger Dorfstraße 7 Karte                                          | Der Brunnen wurde vermutlich 1820 errichtet. Die ungesicherte Quellenlage lässt keine direkte Zuordnung zu einer altsächsischen Kultstätte zu, die nach der Christianisierung Wallfahrtsort wurde. | 1820                                                               | 1993-06-30       | A 0603          |
| BW                                                       | ehem. Hof Brass                                                        | Reichsmarkstraße 147a Karte                                              | Unter Schutz stehen das Hauptgebäude und das Backhaus, die beide 1839 errichtet wurden. Das Hauptgebäude besteht aus Wohn- und Wirtschaftstrakt. Sein 1948 und 1949 angebauter Stall gehört nicht zum Denkmalumfang. | 1839                                                               | 1993-10-19       | A 0663          |
| Wohnhaus                                                 | Wohnhaus                                                               | Chattenstraße 13 Karte                                                   | 1906 und 1907 wurde das Gebäude im Auftrag des Bierverlegers Hermann Wulf unter der Leitung des Bauunternehmers Heinrich Adams errichtet. | 1906–1907                                                          | 1994-01-20       | A 0672          |
| Doppelwohnhaus                                           | Doppelwohnhaus                                                         | Seydlitzstraße 37/39 Karte                                               | Das Gebäude wurde 1897 im Auftrag des Hörder Bergwerks- und Hütten-Vereins vom Dortmunder Architekten Ernst Marx als Doppelwohnhaus für betriebseigene Direktoren mit Schmuckformen des Neobarock und der Neorenaissance entworfen. Die Einfriedung zur Straße steht mit unter Denkmalschutz. | 1897                                                               | 1994-05-27       | A 0688          |
| Wohnhaus                                                 | Wohnhaus                                                               | Am Stift 14 Karte                                                        | Das Gebäude wurde um 1870 errichtet. 1927 wurde die Einfriedungsmauer bis auf 1,20 Meter abgetragen und mit Ziergitter besetzt, dabei wurden die ursprünglichen Pfeiler belassen. Die Einfriedung und das Gitter stehen mit unter Schutz. | 1870                                                               | 1994-05-31       | A 0689          |
| Wohn- und Geschäftshaus                                  | Wohn- und Geschäftshaus                                                | Wallrabenhof 2 Karte                                                     | Das Gebäude entstand im letzten Drittel des 19. Jahrhunderts. 1900 wurde rückwärtig rechts ein dreigeschossiger sowie links 1912 ein eingeschossiger Anbau errichtet. | um 1880                                                            | 1994-09-23       | A 0726          |
| Wohnhaus                                                 | Wohnhaus                                                               | Wallrabenhof 3 Karte                                                     | Das Gebäude wurde 1890 mit Schmuckelementen der Neorenaiccance errichtet. | 1890                                                               | 1994-09-23       | A 0727          |
| Wohnhaus                                                 | Wohnhaus                                                               | Wallrabenhof 4 Karte                                                     | Das Gebäude wurde 1890 errichtet. Die linke Fachwerkgiebelwand stammt von einem wesentlich älteren Nachbargebäude. | 1890                                                               | 1994-09-23       | A 0728          |
| Wohnhaus                                                 | Wohnhaus                                                               | Wallrabenhof 5 Karte                                                     | Das Gebäude wurde nach Aufschrift auf dem Türsturz 1896 erbaut. 1897 erfolgte der dreigeschossige Anbau an der rechten Hofseite. | 1896                                                               | 1994-11-09       | A 0739          |
| ehem. Hof Wagner                                         | ehem. Hof Wagner                                                       | Reichsmarkstraße 65a Karte                                               | Das Gebäude wurde – vermutlich in der ersten Hälfte des 19. Jahrhunderts – in der Bauweise des niederdeutschen, dreischiffigen Hallenhauses erbaut. Es entstand als Dreiständerbau mit aufgerähmtem Dachbalken und einseitiger Kübbung, deren Giebel 1936 beim Scheunenanbau abgebrochen wurde. Die nördliche Rückwand einschließlich Giebel wurde aus massivem Bruchsteinmauerwerk errichtet. Quer an die westliche Hauswand des Fachwerks wurde ein Wohntrakt gesetzt. | um 1825                                                            | 1995-07-11       | A 0826          |
| weitere Bilder                                           | Vincke-Turm                                                            | Hohensyburgstraße 202 Karte                                              | Der Vincketurm wurde 1857 unter Verwendung neugotischer Stilelemente erbaut. Das als Aussichtsturm genutzte Persönlichkeitsdenkmal ist Gedächtnisstätte für Freiherr Ludwig von Vincke, der zum ersten Oberpräsidenten der 1815 gegründeten Provinz Westfalen ernannt worden war. 1899 wurde eine Bismark-Gedenktafel hinzugefügt. | 1857                                                               | 1995-07-25       | A 0828          |
| weitere Bilder                                           | Ruinen der Burganlage Hohensyburg mit Kriegerdenkmal                   | bei Hohensyburgstraße 204 Karte                                          | Die ehem. Ritterburg entstand vermutlich im frühen 13. Jahrhundert. Sie ist umfasst von einer teilweise vorhandenen Burgmauer, in die zwei Turmruinen integriert sind, die als Wehr- und Zufluchtsstätte dienten. In der Ruine wurde 1925 ein Kriegerdenkmal errichtet, das an die Opfer des 1. Weltkrieges erinnert. | um 1225                                                            | 1995-07-25       | A 0829          |
| Fachwerkhaus Hof Lueg                                    | Fachwerkhaus Hof Lueg                                                  | Brücherhofstraße 39 Karte                                                | Das Gebäude wurde vermutlich in der 1. Hälfte des 19. Jahrhunderts erbaut. Es ist ein zweigeschossiges Fachwerkhaus in der Bauweise des niederdeutschen, dreischiffigen Hallenhauses, mit aufgerähmten Dachbalken. | um 1825                                                            | 1996-11-26       | A 0841          |
| weitere Bilder                                           | ehem. Hof Lennhof                                                      | Reichsmarkstraße 149 Karte                                               | Das Längsdeelenhaus wurde laut Inschrift 1863 erbaut. Im Bereich des Wirtschaftsteils ist an der westlichen Traufwand eine Scheune angebaut, die nicht zum Denkmalumfang gehört. | 1863                                                               | 1997-02-12       | A 0844          |
| Direktorenvilla                                          | Direktorenvilla                                                        | Seydlitzstraße 38 Karte                                                  | Das Gebäude wurde 1914 als Direktorenvilla für Frau Leopold im Stil des Neoklassizismus erbaut. Die Einfriedung steht mit unter Schutz. | 1914                                                               | 1997-02-17       | A 0845          |
| Wohn- und Geschäftshaus                                  | Wohn- und Geschäftshaus                                                | Hörder Rathausstraße 15 Karte                                            | Das Gebäude wurde 1903 errichtet. | 1903                                                               | 1998-12-18       | A 0887          |
| BW                                                       | Doppelwohnhaus                                                         | Hohensyburgstraße 209/211 Karte                                          | Das Doppelwohnhaus wurde 1904 und 1905 im Zusammenhang mit dem Kaiser-Wilhelm-Denkmal auf der Hohensyburg von der Provinz Westfalen für einen Gendarmen und einen Wegewärter im Landhausstil englischer Prägung kombiniert mit dem Heimatschutzstil errichtet. Zum Denkmalumfang gehören die Außenarchitektur mit dem konstruktiven Innengerüst aus der Erbauungszeit und die beiden Treppenhäuser. | 1904–1905                                                          | 1999-03-29       | A 0892          |
| Wohnhaus                                                 | Wohnhaus                                                               | Aldinghofer Straße 28 Karte                                              | Das Gebäude wurde mit historisierendem Fassadenschmuck verknüpft mit Jugendstilelementen 1903 nach eigenem Entwurf für den Hörder Architekten Fritz Kossack errichtet. | 1903                                                               | 1999-04-27       | A 0893          |
| BW                                                       | ehem. Kötterhaus                                                       | Wannestraße 89 Karte                                                     | Das Gebäude entstand 1861 als Neu- bzw. durchgreifender Umbau. Der traufseitige Anbau und die anderen Gebäude auf dem Grundstück gehören nicht zum Denkmalumfang. | 1861                                                               | 1999-05-11       | A 0895          |
| BW                                                       | Lochstein der ehem. Zeche Elisabeth                                    | Niederhofer Kohlenweg 72 Karte                                           | Der in die Sichtschutzwand des Hauses 'Niederhofener Kohlenweg 72' eingelassene Lochstein mit der Inschrift „Zeche Elisabeth 1851“ befand sich ursprünglich ca. 20 Meter nordwestlich der Straße und legte die südwestliche Ecke des Grubenfeldes Elisabeth fest. | 1851                                                               | 1999-07-26       | A 0901          |
| BW                                                       | Lochstein der ehem. Zeche Marienstein                                  | Hohlweg 4 Karte                                                          | Der Lochstein trägt die Inschrift „Zeche Marienstein 1857“ und befand sich ursprünglich ca. 15 Meter weiter südöstlich, wo sich der ehem. Sockel immer noch befindet. | 1857                                                               | 1999-07-26       | A 0902          |
| Wohnhaus                                                 | Wohnhaus                                                               | Hörder Rathausstraße 30 Karte                                            | Das mit historisierender, weitestgehend gotisierender Formensprache dekorierte Gebäude wurde 1901 vom Spediteur Wilhelm Wortmann beantragt und vom Hörder Architekten Fritz Kossack entworfen. | 1901                                                               | 1999-11-15       | A 0914          |
| BW                                                       | Fachwerkspeicher                                                       | Syburger Dorfstraße 27a Karte                                            | Der zweigeschossige Fachwerkspeicher wurde im ausgehenden 18. Jahrhundert erbaut und 1980 durch einen Anbau erweitert, der nicht zum Denkmalumfang gehört. | um 1790                                                            | 2000-01-07       | A 0916          |
| weitere Bilder                                           | Wohn- und Geschäftshaus                                                | Hermannstraße 36, Wiggerstraße 2 Karte                                   | Das Gebäude wurde 1904 nach Entwurf des Hörder Architekten Fritz Kossack für den Kaufmann Fritz Stöcker errichtet. | 1904                                                               | 2000-01-10       | A 0918          |
| weitere Bilder                                           | Wohnhaus                                                               | Hermannstraße 37 Karte                                                   | Das zwischen 1840 und 1860 errichtete Wohnhaus wurde 1903 im Auftrag des Kaufmanns Joseph Severin grundlegend umgebaut. Architekt und Bauleiter Alfred Hilverding stattete dabei die zuvor im Stil des Neoklassizismus dekorierte Fassade aufwendig im historistischen Dekor aus. Unter Schutz stehen die Außenarchitektur und das konstruktive Innengerüst aus der Umbauphase von 1903. | 1840–1860                                                          | 2000-05-08       | A 0921          |
| Wohnhaus                                                 | Wohnhaus                                                               | Virchowstraße 10 Karte                                                   | Das Gebäude wurde 1925 für den Arzt Dr. med. Heinrich Pleitmann mit Arztpraxis nach den Entwürfen der Architekten BDA Feldmann & Müller erbaut. | 1925                                                               | 2000-09-13       | A 0923          |
| weitere Bilder                                           | Wohn- und Wirtschaftsgebäude                                           | Syburger Kirchstraße 2 Karte                                             | Das Gebäude wurde 1844 als Quadermauerwerk aus Werkstein errichtet. | 1844                                                               | 2001-05-08       | A 0926          |
| Wohnhaus                                                 | Wohnhaus                                                               | Seydlitzstraße 30 Karte                                                  | Das Mietshaus wurde 1925 errichtet. | 1925                                                               | 2001-05-09       | A 0929          |
| Wohn- und Geschäftshaus                                  | Wohn- und Geschäftshaus                                                | Alfred-Trappen-Straße 34 Karte                                           | Das Gebäude wurde im ausgehenden 19. Jahrhundert als Wohn- und Geschäftshaus im Stile der Neorenaissance errichtet. | Ende 19. Jahrhundert                                               | 2001-12-20       | A 0936          |
| Hochofenwerk Phoenix-West                                | Hochofenwerk Phoenix-West                                              | Konrad-Adenauer-Allee 10 Karte                                           | Hermann Diedrich Piepenstock gründete 1841 die Hermannshütte, diese wurde 1852 in den 'Hörder Bergwerks- und Hütten-Verein' umgewandelt. Ein Jahr später erhielt man die Konzession zur Errichtung einer Hochofenanlage. 1854 fand hier der erste Hochofenabstich im Dortmunder Raum statt. Unter Schutz stehen: Der 1949 aus Schlackenstein erbaute 'Werkstattmaschinenbetrieb / Büro', der Hallenkomplex 'Schalthaus 101, Werkstatt, früher elektrische Zentrale', von 1898 mit den Erweiterungen von 1922, das 'Reserveteillager und frühere Gebläsehaus 1', das ab 1905 entstand, das 1952 erbaute Schalthaus, das 1937 entstandene 'Stellwerk EOT', die ab 1923 entstandene Möllerbunkeranlage, die Gießhalle mit ihrer Verlängerung, die ab 1880 entstand, der 1962 erstmals genehmigte und 1973 fast komplett umgebaute 'Hochofen V', die Zentrale Messwarte von 1959, der 'Hochofen VI' von 1969, 'Werkstatt und Schützenhaus Cowper', der 'Schornstein Cowpergruppe 5', die nach dem Zweiten Weltkrieg entstandene Hochofenkühlanlage, die Erweiterung Gasreinigung von 1959, das 'Gebläsehaus II' das 1923 entstand und 1937, 1940 und 1957 erweitert wurde, der 1959 errichtete Gichtgassteuergasometer, Waschkaue, 'Tor II' und Labor- und Bürogebäude im Stil der 1950er Jahre, die elektrische Zentrale Kokerei aus dem Jahr 1908, der Schlackenbrecher, früher Kohlenmischanlage aus dem Jahr 1927, das Gebäude mit Salzlager und Ammoniakfabrik von 1938, das Hochofenaufzugsteuerhaus, das 'Cowpermesshaus HO5', die Eisenbahnbrücke Schlackenbahn und der Wasserhochbehälter von 1905. | 1841                                                               | 2002-02-13       | A 0938          |
| Wohnhaus                                                 | Wohnhaus                                                               | Penningskamp 22 Karte                                                    | Das Gebäude wurde 1903 von dem Architekten Anton Hilverling gebaut. Mit der Mischung von historistischen und Jugendstilstilelementen in der Fassade repräsentiert diese die zeitgenössische Architekturdebatte. | 1903                                                               | 2005-05-23       | A 0964          |
| Wohnhaus                                                 | Wohnhaus                                                               | Seydlitzstraße 31 Karte                                                  | Das Gebäude wurde 1912 von dem Architekten Jungholt errichtet. | 1912                                                               | 2006-03-13       | A 0971          |
| Wohn- und Geschäftshaus                                  | Wohn- und Geschäftshaus                                                | Hörder Rathausstraße 28 Karte                                            | Das Gebäude wurde 1910 bis 1920 errichtet. Änderungen im Keller- sowie Erdgeschoss und der Einbau neuer Fenster erfolgte 1993. | 1910–1920                                                          | 2006-03-13       | A 0972          |
| Wohnhaus                                                 | Wohnhaus                                                               | Seydlitzstraße 32 Karte                                                  | Das Gebäude wurde kurz vor 1900 für den Schreiner Wilhelm Stickel errichtet. Fenster und Haustür entstammen vermutlich der Nachkriegszeit. | um 1898                                                            | 2006-03-14       | A 0973          |
| Wohnhaus                                                 | Wohnhaus                                                               | Seydlitzstraße 34 Karte                                                  | Das Gebäude wurde etwa 1900 für Schreiner Wilhelm Stickel errichtet. | 1900                                                               | 2006-03-14       | A 0974          |
| Wohnhaus                                                 | Wohnhaus                                                               | Seydlitzstraße 36 Karte                                                  | Das Gebäude wurde kurz vor 1900 für den Maurer Johann Wösthoff gebaut. Vermutlich hat er sein Wohnhaus selbst errichtet. Der Denkmalumfang erstreckt sich auf das Gebäude und die Mauerwerksteile der Einfriedung. | um 1898                                                            | 2006-03-14       | A 0975          |
| Wohnhaus                                                 | Wohnhaus                                                               | Seydlitzstraße 46 Karte                                                  | Das Gebäude wurde 1905 vom Architekten Fritz Kossack für den „vereideten Landmesser“ Paul Röllinghoff gebaut. | 1905                                                               | 2006-03-14       | A 0976          |
| Wohn- und Geschäftshaus                                  | Wohn- und Geschäftshaus                                                | Wiggerstraße 4 Karte                                                     | Das Gebäude wurde 1903 im Auftrag des Kaufmanns Fritz Stöcker nach Entwurf des Architekten Fritz Kossack errichtet. Seine Fassade verknüpft historisierende Elemente mit denen des Jugendstils. | 1903                                                               | 2006-03-14       | A 0977          |
| Wohnhaus                                                 | Wohnhaus                                                               | Hörder Rathausstraße 17 Karte                                            | Das Gebäude wurde 1906 für Emil Bisten nach eigenem Entwurf spiegelbildlich zum Nachbarhaus errichtet. | 1906                                                               | 2006-03-20       | A 0978          |
| Wohnhaus                                                 | Wohnhaus                                                               | Hörder Rathausstraße 19 Karte                                            | Das Gebäude wurde 1906 für Emil Bisten nach eigenem Entwurf spiegelbildlich zum Nachbarhaus errichtet. | 1906                                                               | 2006-03-20       | A 0979          |
| Wohnhaus                                                 | Wohnhaus                                                               | Seydlitzstraße 48 Karte                                                  | Das Gebäude wurde 1914 für Pflastermeister Karl Schmidt gebaut. | 1914                                                               | 2006-03-28       | A 0980          |
| Wohnhaus                                                 | Wohnhaus                                                               | Tullstraße 4 Karte                                                       | Architekt Ernst Max reichte 1898 das Baugesuch für dieses Haus für die Phoenix AG ein. Es bildet mit dem Haus 'Tullstraße 6' eine Einheit. Die Gauben wurden erneuert. | 1898                                                               | 2006-03-28       | A 0981          |
| Wohnhaus                                                 | Wohnhaus                                                               | Tullstraße 6 Karte                                                       | Architekt Ernst Max reichte 1898 das Baugesuch für dieses Haus für die Phoenix AG ein. Es bildet mit dem Haus 'Tullstraße 4' eine Einheit. Die Gauben wurden erneuert. | 1898                                                               | 2006-03-30       | A 0983          |
| Wohnhaus                                                 | Wohnhaus                                                               | Tullstraße 8 Karte                                                       | Architekt Ernst Max reichte 1898 das Baugesuch für dieses Haus für die Phoenix AG ein. Es bildet mit dem Haus 'Tullstraße 10' eine Einheit und ist spiegelbildlich entworfen. | 1898                                                               | 2006-03-28       | A 0984          |
| Wohnhaus                                                 | Wohnhaus                                                               | Tullstraße 10 Karte                                                      | Architekt Ernst Max reichte 1898 das Baugesuch für dieses Haus für die Phoenix AG ein. Es bildet mit dem Haus 'Tullstraße 9' eine Einheit und ist spiegelbildlich entworfen. | 1898                                                               | 2006-03-28       | A 0985          |
| Wohnhaus                                                 | Wohnhaus                                                               | Tullstraße 12 Karte                                                      | Architekt Ernst Max reichte 1898 das Baugesuch für dieses Haus für die Phoenix AG ein. Es bildet mit dem Haus 'Tullstraße 14' eine Einheit und ist spiegelbildlich entworfen. | 1898                                                               | 2006-03-28       | A 0986          |
| Wohnhaus                                                 | Wohnhaus                                                               | Tullstraße 14 Karte                                                      | Architekt Ernst Max reichte 1898 das Baugesuch für dieses Haus für die Phoenix AG ein. Es bildet mit dem Haus 'Tullstraße 12' eine Einheit und ist spiegelbildlich entworfen. | 1898                                                               | 2006-03-28       | A 0987          |
| Villa                                                    | Villa                                                                  | Seydlitzstraße 43, Tullstraße 1 Karte                                    | Architekt Ernst Max reichte 1907 das Baugesuch für dieses Haus für die Phoenix AG ein. Erster Bewohner war der Hüttendirektor Fahrenhorst. Die Einfriedung entlang der Seydlitz- und Tullstraße ist Bestandteil des Denkmalumfangs. | 1907                                                               | 2006-04-03       | A 0988          |
| Wohnhaus                                                 | Wohnhaus                                                               | Seydlitzstraße 41, Tullstraße 2 Karte                                    | Architekt Ernst Max reichte 1898 das Baugesuch für dieses Haus für die Phoenix AG ein. Das Gebäude 'Tullstraße 2' bildet mit dem Haus 'Seydlitzstraße 41' eine Einheit und ist spiegelbildlich entworfen. | 1898                                                               | 2006-04-03       | A 0989          |
| Postmeilenstein                                          | Postmeilenstein                                                        | bei Hermannstraße 188 Karte                                              | Der Sandsteinobelisk wurde im Auftrag der Preußischen Postverwaltung zwischen 1822 und 1847 angefertigt. | 1822–1847                                                          | 2006-05-02       | A 0990          |
| Wohnhaus                                                 | Wohnhaus                                                               | Penningskamp 17 Karte                                                    | Den Bauantrag für das Wohnhaus in den Formen der Neorenaissance stellte 1899 der Hüttenbeamte Jos. Liesen. | 1899                                                               | 2006-04-18       | A 0991          |
| Wohnhaus                                                 | Wohnhaus                                                               | Kanzlerstraße 3 Karte                                                    | Die Genehmigung für das Gebäude wurde 1894 vom Fotografen Carl Goos beantragt. Das zweite Obergeschoss wurde bereits 1900 von den Architekten Benckelmann und Döhren erweitert und 1930 erneut von dem Architekten Anton Sauer umgebaut. Unter Schutz stehen die Außenarchitektur und das konstruktive Innengerüst aus der Erbauungszeit. | 1894                                                               | 2006-05-31       | A 0993          |
| Wohnhaus                                                 | Wohnhaus                                                               | Kanzlerstraße 5 Karte                                                    | Das Gebäude wurde ca. 1896/97 erbaut. Bereits 1900 wurden Pläne für einen kleinen Umbau (Salon) eingereicht, 1913 werden die beiden südöstlichen Räume zusammengefasst und ein Wintergarten mit Balkon angebaut. Bauherr war vermutlich der Mediziner Dr. Vohwinkel. Unter Schutz stehen die Außenarchitektur und das konstruktive Innengerüst aus der Erbauungszeit. | 1896–1897                                                          | 2006-05-31       | A 0994          |
| Wohnhaus                                                 | Wohnhaus                                                               | Kanzlerstraße 7 Karte                                                    | Das bürgerliche Mietwohnhaus wurde 1895 für Lehrer Böckmann mit Fassadenelementen im Stil der Neorenaissance errichtet. Unter Schutz stehen die Außenarchitektur und das konstruktive Innengerüst aus der Erbauungszeit. | 1895                                                               | 2006-05-31       | A 0995          |
| Wohnhaus                                                 | Wohnhaus                                                               | Kanzlerstraße 11 Karte                                                   | Das bürgerliche Mietshaus wurde 1911 für Johann Nolte durch den Architekten Anton Hilverling errichtet. | 1911                                                               | 2006-05-31       | A 0996          |
| weitere Bilder                                           | jüdischer Friedhof Hörde                                               | Hörder Kampweg Karte                                                     | Der genaue Belegungsbeginn ist nicht bekannt. Die ältesten vorhandenen Grabsteine datieren aus dem Jahr 1892. Auf dem Friedhof sind 72 Grabsteine und ein Gedenkstein. | um 1892                                                            | 2006-05-16       | A 0998          |
| Wohnhaus                                                 | Wohnhaus                                                               | Penningskamp 19 Karte                                                    | Der Bauantrag zu diesem bürgerlichen Wohnhaus in den Formen der Neorenaissance wurde 1900 von dem Unternehmer Heinrich Rösner gestellt. | 1900                                                               | 2006-08-29       | A 1006          |
| Wohnhaus                                                 | Wohnhaus                                                               | Hermannstraße 130 Karte                                                  | Das Gebäudes entstand um die Mitte des 19. Jahrhunderts. Der Denkmalumfang erstreckt sich auf das Vorderhaus. | um 1850                                                            | 2006-09-25       | A 1008          |
| Wohnhaus                                                 | Wohnhaus                                                               | Entenpoth 16 Karte                                                       | Das Gebäude wurde 1911 und 1912 von dem Dortmunder Bauunternehmer Paul Thorhauer errichtet, der auch Bauherr war. Der Architekt des im Stil der Reformarchitektur errichteten Hauses war Anton Hilverling. | 1911–1912                                                          | 2006-09-25       | A 1009          |
| Wohnhaus                                                 | Wohnhaus                                                               | Chattenstraße 11 Karte                                                   | Das Gebäude wurde 1914 nach einem Entwurf des Architekten Breuer für den Bauunternehmer Franz Schäfer errichtet. Das Gebäude besitzt eine historisierende Fassadendekoration in vereinfachenden Tendenzen der Reformbewegung. | 1914                                                               | 2006-09-25       | A 1010          |
| Wohnhaus                                                 | Wohnhaus                                                               | Suebenstraße 4 Karte                                                     | Das Gebäude wurde im letzten Jahrzehnt des 19. Jahrhunderts errichtet. | 1890er Jahre                                                       | 2006-09-25       | A 1011          |
| Wohnhaus                                                 | Wohnhaus                                                               | Suebenstraße 6 Karte                                                     | Das Gebäude wurde im letzten Jahrzehnt des 19. Jahrhunderts errichtet. | 1890er Jahre                                                       | 2006-09-25       | A 1012          |
| Wohnhaus                                                 | Wohnhaus                                                               | Suebenstraße 8 Karte                                                     | Das Gebäude wurde im letzten Jahrzehnt des 19. Jahrhunderts errichtet. | 1890er Jahre                                                       | 2006-09-25       | A 1013          |
| Wohnhaus                                                 | Wohnhaus                                                               | Suebenstraße 10 Karte                                                    | Das Gebäude wurde im letzten Jahrzehnt des 19. Jahrhunderts errichtet. | 1890er Jahre                                                       | 2006-09-25       | A 1014          |
| Wohnhaus                                                 | Wohnhaus                                                               | Suebenstraße 12 Karte                                                    | Das Gebäude wurde im letzten Jahrzehnt des 19. Jahrhunderts errichtet. | 1890er Jahre                                                       | 2006-09-25       | A 1015          |
| Wohnhaus                                                 | Wohnhaus                                                               | Suebenstraße 14 Karte                                                    | Das Gebäude wurde im letzten Jahrzehnt des 19. Jahrhunderts errichtet. | 1890er Jahre                                                       | 2006-09-25       | A 1016          |
| BW                                                       | Wohnhaus                                                               | Wannestraße 40 Karte                                                     | Das Querdeelenhaus mit einer Kombination aus massiver West- und Südseite und Fachwerk wurde 1850 von den Bauherren F. Pläszmann und Catherina Maria Bovensmann errichtet. | 1850                                                               | 2006-11-13       | A 1018          |
| ehem. Hauptmagazin der Hermannshütte                     | ehem. Hauptmagazin der Hermannshütte                                   | Hörder Hafenstraße 6 Karte                                               | Am 28. Oktober 1912 reichte die Bauabteilung Phoenix des Hörder Vereins die Pläne zum Bau des Hauptmagazins ein. Am 22. Januar 1914 erfolgte die Gebrauchsabnahme. Stilistisch lässt sich das Gebäude in seiner äußeren Darstellung der Reformarchitektur zuordnen. | 1912–1914                                                          | 2011-04-07       | A 1050          |
| BW                                                       | Wohn- und Geschäftshaus (ehem. Postgebäude)                            | Hörder Semerteichstraße 175 Karte                                        | Der Bauabschnitt an der Hörder Semerteichstraße wurde im Stil zwischen Neugotik zu Neurenaissance 1903 durch die Oberpostdirektion beantragt (von Architekt Carl Bern unterschrieben). Die Erweiterung am Penningskamp erfolgte in expressionistischer Architektursprache 1926 ebenfalls durch die Oberpostdirektion Dortmund. Ausgenommen vom Denkmalumfang ist die nördliche kleine bauliche Erweiterung am Bestandsgebäude im Hof. | 1903                                                               | 2017-06-07       | A 1058          |

Ehemalige Baudenkmäler
| Bild           | Bezeichnung   | Lage                    | Beschreibung | Bauzeit | Eingetragen seit | Denkmal- nummer |
| -------------- | ------------- | ----------------------- | ------------ | ------- | ---------------- | --------------- |
| weitere Bilder | Bahnhof Hörde | Hörder Bahnhofstraße 20 |              |         |                  | A 0875          |
|                | Lochstein     | Wittbräucker Straße 578 |              |         |                  | A 0982          |